# Valeriano da Roma
Valeriano (Roma, 177 – Roma, 14 aprile 229) è stato un nobile e santo romano, sposo di santa Cecilia.

## Agiografia
Valeriano, nobile cavaliere romano, fu convertito dalla sposa Cecilia il giorno del loro matrimonio. Prima di sposarsi, Cecilia gli avrebbe comunicato il suo voto di perpetua verginità, dicendogli: «Nessuna mano profana può toccarmi, perché un angelo mi protegge. Se tu mi rispetterai, egli ti amerà, come ama me». Valeriano accettò e si convertì al cristianesimo, divenendo, come la sposa, un fedele di papa Urbano I. 
Ma la persecuzione verso i cristiani infuriava e il prefetto Almachio lo condannò a morte col fratello Tiburzio (anche lui convertitosi al cristianesimo), per aver dato una sepoltura a dei cristiani giustiziati. Prima del supplizio i due convertirono Massimo, il loro carceriere. Subirono il martirio a Roma il 14 aprile 229. Valeriano e Tiburzio furono sepolti da Cecilia in un posto chiamato Pagus, a quattro miglia da Roma. 

## Culto
Il Martirologio Romano lo commemora il 14 aprile insieme ai suoi compagni di martirio: "A Roma nel cimitero di Pretestato sulla via Appia, santi Tiburzio, Valeriano e Massimo, martiri".
È stato per molti secoli patrono della città di Carpi, all’interno della Cattedrale si trova un importante busto reliquiario nell’altare a lui dedicato e due statue sia sul fronte che all’interno della basilica stessa.
Valeriano è invocato contro le tempeste.